# 藤原尹忠
藤原 尹忠（ふじわら の まさただ）は、平安時代の日本の公卿。藤原南家、大納言・藤原道明の五男。

## 経歴
治部卿在官中の寛和2年（986年）一条天皇の即位後まもなく治国の功労により従三位に叙せられ公卿となる。永延3年（989年）8月2日薨去。享年84。最終官位は従三位治部卿。

## 官歴
注記のないものは『公卿補任』による。
- 時期不詳：正六位上[1]
- 延長8年（930年） 日付不詳：加賀介[1][2]
- 時期不詳：治部卿
- 寛和2年（986年） 7月23日：従三位（治国）、治部卿如元
- 永延3年（989年） 8月2日：薨去（従三位治部卿）[3]

## 系譜
『尊卑分脈』による。
- 父：藤原道明
- 母：藤原常作（或いは藤原常頼[4]）の娘
- 妻：清原樹蔭の娘
  - 男子：藤原貞廉
- 生母不詳の子女
  - 男子：藤原貞節
  - 男子：藤原貞潔
  - 女子：藤原懐忠室